# Lonicera oiwakensis
Lonicera oiwakensis là một loài thực vật có hoa trong họ Kim ngân. Loài này được Hayata mô tả khoa học đầu tiên năm 1916.